# Кведа-Квирике
Кведа-Квирике (груз. ქვედა კვირიკე) — село в Грузии, на территории Кобулетского муниципалитета автономной республики Аджария.

## География
Село находится в юго-западной части Грузии, на левом берегу реки Кинкиша (левый приток Кинтриши), на расстоянии 1 километра (по прямой) к юго-востоку от города Кобулети, административного центра муниципалитета. Абсолютная высота — 82 метра над уровнем моря.

## Население
По результатам официальной переписи населения 2014 года, в Кведа-Квирике проживало 1699 человек (830 мужчин и 869 женщин). В национальной структуре населения грузины составляли 97,35 %, армяне — 1,5 %, русские — 1 %.
| Год  | Население, человек |
| ---- | ------------------ |
| 2002 | 2012               |
| 2014 | ↘ 1699             |